# تفجير الشوملي (2016)
تفجير الشوملي هو تفجير إرهابي إستهدف إحدى المحطات الوقود في منطقة الشوملي القريبة من مدينة الحلة في 24 نوفمبر 2016، أعلن تنظيم داعش مسؤوليته عن التفجير الإنتحاري. وكان عدد القتلى وصل في هذا التفجير إلى 100 شخصًا و 50 جريحًا.